# 1903 en hockey sur glace
Cette page présente les éléments de hockey sur glace de l'année 1903.

## Amérique du Nord
- 26 février : l'Association athlétique amateur de Montréal (Montréal AAA) remporte le titre de champion de la Canadian Amateur Hockey League en battant les Shamrocks de Montréal. Très vite, l'équipe envoie un défi aux champions en titre de la Coupe Stanley : les Victorias de Winnipeg. Montréal AAA va réussir à remporter sa quatrième et dernière Coupe Stanley sur le score de 3 matchs à 1. Lors du premier match, Tony Gingras, joueur de Winnipeg va inscrire le seul but du match mais les challengers vont revenir pour le second match en gagnant 5-0, Billy Nicholson gardien des AAA réalisant un blanchissage. Le dernier match se termine sur la marque de 2 buts à 1 pour la victoire des AAA[1].

- Quelques mois plus tard, les AAA perdent le titre de champion et également la Coupe Stanley aux profits des Sénateurs d'Ottawa. Les 7 et 8 mars : les « Silver Seven »[2] battent les Victorias de Montréal (1-1 et 8-0) puis quelques jours plus tard, les 12 et 14 mars, ils battent les Rat Portage Thistles[3].

## Europe

### France
- Le Club des Patineurs de Paris fusionne avec le Hockey Club de Paris le 29 janvier 1903 et l'équipe compte alors dans ses rangs des joueurs comme Robert Planque et Louis Magnus[4]. Quelque temps après, les premiers matchs entre deux équipes de deux villes différentes sont joués : le CP Paris rencontre le Sporting Club de Lyon. Les deux matchs sont joués à Lyon et chacune des équipes va remporter un match[5].

### Angleterre
- Le premier championnat de hockey se joue en Angleterre et les London Canadians créés un an plus tôt remportent ce premier championnat à cinq équipes. Les autres équipes engagées sont les suivantes : Niagara Ice Hockey Club, Brighton Ice Hockey Club, Royal Engineers Ice Hockey Club et Princes Ice Hockey Club[6].

### Belgique
- Alors qu'il n'est âgé que de 17 ans, Victor Boin crée le premier club de hockey sur glace en Belgique : la Fédération des Patineurs de Belgique voit le jour le 17 décembre. La même année, il obtient sa première carte de journaliste mais continue à s'occuper du FPB en devenant son premier président[7].

## Autres évènements

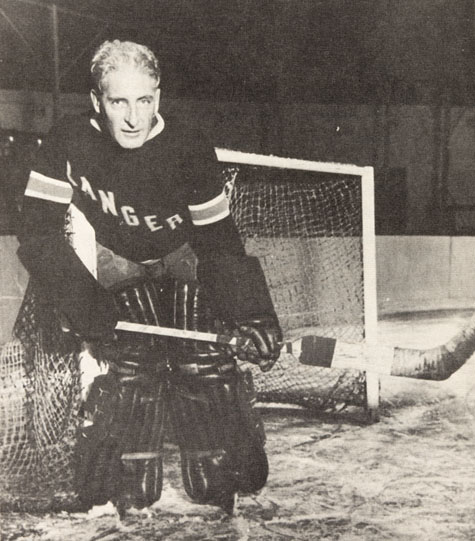
Lester Patrick fait ses débuts dans le monde du hockey en 1903.

### Fondation de club
- Les Wanderers de Montréal sont créés en 1903. L'équipe va remporter par la suite à huit reprises la Coupe Stanley, chaque fois en tant qu'équipe amateur. L'équipe fera également partie de la première saison de la Ligue nationale de hockey avant d'arrêter ses activités, leur patinoire étant partie en fumée au bout de six matchs.

- L'AC Sparta Praha est également créé en 1903 au sein de l'empire d'Autriche. Il ne s'agit pas réellement d'une création de club mais plutôt d'une création de section : l'AC Sparta Praha possède déjà une section bandy depuis  1893.

- Un autre club de Tchécoslovaquie est fondé en 1903 : le LTC Prague. L'équipe va au total remporter 10 titres de champion ainsi que 7 Coupes Spengler[8], ne ratant que le titre de 1941 au profit du I. ČLTK Prague[9].

- Les Marlboros de Toronto sont créés. L'équipe a évolué à Toronto, dans le championnat junior de l'Ontario, l'Association de hockey de l'Ontario puis dans la Ligue de hockey de l'Ontario. Pendant une grande majorité de son existence, l'équipe a été affiliée aux Maple Leafs de Toronto, franchise de la Ligue nationale de hockey et elle a gagné à sept reprises la Coupe Memorial[10].

### Débuts de carrière
- Lester Patrick future vedette de la Ligue nationale de hockey et du monde du hockey en Amérique du Nord commence sa carrière[11].

### Naissance
- 25 février :  Francis Michael « King » Clancy futur joueur, entraîneur puis arbitre de hockey. Il remporte la coupe Stanley à deux reprises en 1923 et 1927 avec les Sénateurs d'Ottawa. Il est admis au Temple de la renommée du hockey en 1958[12] et depuis 1988, deux ans après son décès, la Ligue nationale de hockey remet chaque année, le trophée King -lancy, au joueur ayant démontré le meilleur exemple de leadership et ayant le plus contribué à la société[13].